# Babu Lall
Babu „Bob” Lall (ur. ok. 1924, zm. 16 maja 1953 w Kalkucie)) – indyjski bokser, uczestnik Letnich Igrzysk Olimpijskich 1948.
W Londynie startował w wadze koguciej. W pierwszej rundzie pokonał przez RSC Pakistańczyka Allana Monteiro, natomiast w kolejnym pojedynku przegrał na punkty z Portorykańczykiem Juanem Venegasem i odpadł z turnieju.
W 1950 roku na pierwszych amatorskich mistrzostwach Indii w boksie został złotym medalistą w kategorii koguciej.